# BVVV K típus
A BVVV K típusú motorkocsi egy, a Schlick-Nicholson gyárak által gyártott villamos motorkocsi-sorozat volt, amiből 1911 és 1912 között gyártottak 60 darabot a Budapesti Villamos Városi Vasút (BVVV) részére. Később a BSZKRT átvette őket.

## Története
A motorkocsikat a Schlick-Nicholson gyárak által 1911 és 1912 között készült összesen 60 darab sárga-fehér fényezéssel. Az 1930-as évek során főként a Nagykörúton közlekedtek. 1931-ben a BSZKRT motorkorszerűsítése során új, erősebb Ganz gyártmányú 70 LE-s motor került beszerelésre, ezáltal 2 pótkocsi vontatására is lehetőség nyílt, majd 1934 és 1936 között 35 motorkocsi akkumulátoros sínfékkel is fel lett szerelve. Fokozatosan a Nagykörútról az acélvázas kocsik illetve az UV-k szorították ki. Majd Újpest jellegzetes villamos motorkocsija lett. Selejtezésük az 1970-es években történt, ugyan néhány kocsi még az 1980-ig közlekedett.

## 2806-os kocsi
1911-ben készült sárga-fehér fényezéssel. Az 1930-as évek során főként a Nagykörúton közlekedett. 1931-ben a BSZKRT motorkorszerűsítése során új, erősebb Ganz gyártmányú 70 LE-s motor került beszerelésre, ezáltal 2 pótkocsi vontatására is lehetőség nyílt. A Nagykörút után főként Újpesten közlekedett. Már 1975-ben a BKV Műszaki Történeti Bizottsága által megőrzésre kijelölt villamos vasúti járművei között volt. Végül 1977-ben vonták ki az utasforgalomból. Mely ezt követően Újpest kocsiszínben, majd Szentendrén várta sorsát. A villamos végül 2018-ban került felújításra a BKV 50. jubileumára, mely során az utolsó üzemi állapotra került visszaállításra. A BKV nosztalgiajármű állományának része. 2019-ben az N2-es és N19-es nosztalgiajáratokon közlekedik.

## 5005-ös O típusú pótkocsi
Az 5005-ös pótkocsit a Közlekedési Múzeum védettség alá helyezte 1976-ban, de nem tudták kiállítani, ezért kocsiszínekben tárolták, ahol az állapota leromlott.  2020-ban felújításon  esett át és a 2806-os motorkocsival megy nosztalgiameneteken vesz részt.